# 雲林縣國民小學列表
雲林縣國民小學列表列出中華民國臺灣雲林縣境內各鄉鎮市的公、私立國民小學（簡稱「國小」）。國民小學是中華民國國民教育的一環，依據《國民教育法》規定，入學年齡為6到12歲。雲林縣政府亦設立教育處主管該縣境內學校，處內與國小最密切相關的科室為國民教育科。

## 斗南鎮
| 學校名稱                 | 圖片 | 類別         | 村里別 |
| ------------------------ | ---- | ------------ | ------ |
| 雲林縣斗南鎮斗南國民小學 |      | 縣立國民小學 | 西岐里 |
| 雲林縣斗南鎮文安國民小學 |      | 縣立國民小學 | 新光里 |
| 雲林縣斗南鎮重光國民小學 |      | 縣立國民小學 | 將軍里 |
| 雲林縣斗南鎮大東國民小學 |      | 縣立國民小學 | 新崙里 |
| 雲林縣斗南鎮石龜國民小學 |      | 縣立國民小學 | 石龜里 |
| 雲林縣斗南鎮僑真國民小學 |      | 縣立國民小學 | 僑真里 |

## 大埤鄉
- 雲林縣大埤鄉大埤國民小學
- 雲林縣大埤鄉嘉興國民小學
- 雲林縣大埤鄉舊庄國民小學
- 雲林縣大埤鄉仁和國民小學
- 雲林縣大埤鄉聯美國民小學

## 虎尾鎮
- 雲林縣虎尾鎮虎尾國民小學
- 雲林縣虎尾鎮中正國民小學
- 雲林縣虎尾鎮立仁國民小學
- 雲林縣虎尾鎮光復國民小學
- 雲林縣虎尾鎮大屯國民小學
- 雲林縣虎尾鎮拯民國民小學
- 雲林縣虎尾鎮廉使國民小學
- 雲林縣虎尾鎮中溪國民小學
- 雲林縣虎尾鎮平和國民小學
- 雲林縣虎尾鎮安慶國民小學
- 雲林縣虎尾鎮惠來國民小學

## 土庫鎮
- 雲林縣土庫鎮土庫國民小學
- 雲林縣土庫鎮秀潭國民小學
- 雲林縣土庫鎮馬光國民小學
- 雲林縣土庫鎮新庄國民小學
- 雲林縣土庫鎮宏崙國民小學
- 雲林縣土庫鎮後埔國民小學
- 雲林縣土庫鎮埤腳國民小學
- 雲林縣土庫鎮越港國民小學

## 褒忠鄉
| 校名                     | 照片 | 成立時間 | 所在地區 | 現任校長 |
| ------------------------ | ---- | -------- | -------- | -------- |
| 雲林縣褒忠鄉褒忠國民小學 |      | 1917年   | 埔姜崙   | 顏曉湘   |
| 雲林縣褒忠鄉復興國民小學 |      |          | 馬鳴山   |          |
| 雲林縣褒忠鄉潮厝國民小學 |      |          |          |          |
| 雲林縣褒忠鄉龍巖國民小學 |      | 1936年   | 田洋     | 胡文仲   |

## 東勢鄉
- 雲林縣東勢鄉東勢國民小學
- 雲林縣東勢鄉同安國民小學
- 雲林縣東勢鄉龍潭國民小學
- 雲林縣東勢鄉安南國民小學
- 雲林縣東勢鄉明倫國民小學

## 臺西鄉
| 校名                             | 照片 | 成立時間  | 所在聚落 | 現任校長                             |
| -------------------------------- | ---- | --------- | -------- | ------------------------------------ |
| 雲林縣臺西鄉臺西國民小學         |      |           | 海口厝   | 戴進隆                               |
| 雲林縣臺西鄉臺西國民小學五榔分校 |      |           |          | 校本部校長：戴進隆（分校主任：不詳） |
| 雲林縣臺西鄉尚德國民小學         |      |           |          |                                      |
| 雲林縣臺西鄉崙豐國民小學         |      | 1934年4月 | 崙子頂   | 林芷安                               |
| 雲林縣臺西鄉泉州國民小學         |      |           |          |                                      |
| 雲林縣臺西鄉新興國民小學         |      |           |          |                                      |

## 崙背鄉
| 學校名稱                 | 圖片 | 類別         | 村里別 |
| ------------------------ | ---- | ------------ | ------ |
| 雲林縣崙背鄉崙背國民小學 |      | 縣立國民小學 | 南陽村 |
| 雲林縣崙背鄉中和國民小學 |      | 縣立國民小學 | 草湖村 |
| 雲林縣崙背鄉陽明國民小學 |      | 縣立國民小學 | 水尾村 |
| 雲林縣崙背鄉大有國民小學 |      | 縣立國民小學 | 大有村 |
| 雲林縣崙背鄉東興國民小學 |      | 縣立國民小學 | 港尾村 |
| 雲林縣崙背鄉豐榮國民小學 |      | 縣立國民小學 | 豐榮村 |

## 麥寮鄉
- 雲林縣麥寮鄉麥寮國民小學
  - 雲林縣麥寮鄉麥寮國民小學海豐分校
  - 雲林縣麥寮鄉麥寮國民小學楊厝分班
- 雲林縣麥寮鄉橋頭國民小學
  - 雲林縣麥寮鄉橋頭國民小學許厝分校
- 雲林縣麥寮鄉明禮國民小學
- 雲林縣麥寮鄉興華國民小學
- 雲林縣麥寮鄉豐安國民小學

## 斗六市
- 雲林縣斗六市斗六國民小學
- 雲林縣斗六市公誠國民小學
- 雲林縣斗六市林頭國民小學
- 雲林縣斗六市梅林國民小學
- 雲林縣斗六市溪洲國民小學
- 維多利亞雙語中學附設國民小學
- 雲林縣斗六市鎮東國民小學
- 雲林縣斗六市久安國民小學
- 雲林縣斗六市石榴國民小學
- 雲林縣斗六市保長國民小學
- 雲林縣斗六市雲林國民小學
- 雲林縣斗六市溝壩國民小學
- 雲林縣斗六市鎮西國民小學
- 雲林縣斗六市鎮南國民小學

## 林內鄉
- 雲林縣林內鄉重興國小
- 雲林縣林內鄉九芎國小
- 雲林縣林內鄉林中國小
- 雲林縣林內鄉林內國小

## 古坑鄉
- 雲林縣古坑鄉東和國民小學
- 雲林縣古坑鄉新光國民小學
- 雲林縣古坑鄉棋山國民小學
- 雲林縣古坑鄉水碓國民小學
- 雲林縣山峰華德福教育實驗小學
- 雲林縣古坑鄉永光國民小學
- 雲林縣古坑鄉興昌國民小學
- 雲林縣古坑鄉華南國民小學
- 雲林縣古坑鄉桂林國民小學

## 莿桐鄉
- 雲林縣莿桐鄉莿桐國民小學 （页面存档备份，存于）
- 雲林縣莿桐鄉六合國民小學 （页面存档备份，存于）
- 雲林縣莿桐鄉僑和國民小學【新庄】
- 雲林縣莿桐鄉大美國民小學 （页面存档备份，存于）【大埔尾】
- 雲林縣莿桐鄉育仁國民小學 （页面存档备份，存于）【甘厝】
- 雲林縣莿桐鄉饒平國民小學 （页面存档备份，存于）【饒平】

## 西螺鎮
- 雲林縣西螺鎮大新國民小學 （页面存档备份，存于）
- 雲林縣西螺鎮文昌國民小學 （页面存档备份，存于）【西螺西】
- 雲林縣西螺鎮安定國民小學 （页面存档备份，存于）
- 雲林縣西螺鎮廣興國民小學 （页面存档备份，存于）
- 雲林縣西螺鎮中山國民小學 （页面存档备份，存于）【西螺東】
- 雲林縣西螺鎮文賢國民小學 （页面存档备份，存于）
- 雲林縣西螺鎮文興國民小學 （页面存档备份，存于）
- 雲林縣西螺鎮吳厝國民小學

## 二崙鄉
- 雲林縣二崙鄉二崙國民小學
- 雲林縣二崙鄉三和國民小學
- 雲林縣二崙鄉旭光國民小學
- 雲林縣二崙鄉來惠國民小學
- 雲林縣二崙鄉大同國民小學
- 雲林縣二崙鄉永定國民小學
- 雲林縣二崙鄉油車國民小學
- 雲林縣二崙鄉義賢國民小學

## 北港鎮
- 雲林縣北港鎮北辰國民小學 （页面存档备份，存于）
- 雲林縣北港鎮辰光國民小學 （页面存档备份，存于）
- 雲林縣北港鎮東榮國民小學
- 雲林縣北港鎮朝陽國民小學 （页面存档备份，存于）
- 雲林縣北港鎮好收國民小學 （页面存档备份，存于）
- 雲林縣北港鎮育英國民小學 （页面存档备份，存于）
- 雲林縣北港鎮南陽國民小學 （页面存档备份，存于）
- 雲林縣北港鎮僑美國民小學 （页面存档备份，存于）

## 水林鄉
- 雲林縣水林鄉水燦林國民小學
- 雲林縣水林鄉文正國民小學 （页面存档备份，存于）
- 雲林縣水林鄉尖山國民小學【大山】
- 雲林縣水林鄉和安國民小學
- 雲林縣水林鄉蔦松國民小學 （页面存档备份，存于）
- 雲林縣水林鄉大興國民小學
- 雲林縣水林鄉中興國民小學 （页面存档备份，存于）【湘埔】
- 雲林縣水林鄉宏仁國民小學 （页面存档备份，存于）【牛挑灣】
- 雲林縣水林鄉誠正國民小學

## 口湖鄉
- 雲林縣口湖鄉口湖國民小學 （页面存档备份，存于）
- 雲林縣口湖鄉口湖國民小學青蚶分校
- 雲林縣口湖鄉文光國民小學 （页面存档备份，存于）
- 雲林縣口湖鄉成龍國民小學 （页面存档备份，存于）
- 雲林縣口湖鄉崇文國民小學
- 雲林縣口湖鄉過港國民小學
- 雲林縣口湖鄉下崙國民小學 （页面存档备份，存于）
- 雲林縣口湖鄉台興國民小學 （页面存档备份，存于）
- 雲林縣口湖鄉金湖國民小學
- 雲林縣口湖鄉頂湖國民小學
- 雲林縣口湖鄉興南國民小學 （页面存档备份，存于）

## 四湖鄉
- 雲林縣四湖鄉四湖國民小學
- 雲林縣四湖鄉內湖國民小學
- 雲林縣四湖鄉林厝國民小學 （页面存档备份，存于）
- 雲林縣四湖鄉南光國民小學
- 雲林縣四湖鄉建陽國民小學 （页面存档备份，存于）
- 雲林縣四湖鄉鹿場國民小學
- 雲林縣四湖鄉三崙國民小學 （页面存档备份，存于）
- 雲林縣四湖鄉東光國民小學 （页面存档备份，存于）
- 雲林縣四湖鄉明德國民小學 （页面存档备份，存于）
- 雲林縣四湖鄉建華國民小學 （页面存档备份，存于）
- 雲林縣四湖鄉飛沙國民小學 （页面存档备份，存于）

## 元長鄉
- 雲林縣元長郷元長國小
- 雲林縣元長鄉和平國小
- 雲林縣元長鄉信義國小
- 雲林縣元長鄉仁愛國小
- 雲林縣元長鄉忠孝國小
- 雲林縣元長鄉新生國小
- 雲林縣元長鄉客厝國小
- 雲林縣元長鄉山內國小
- 雲林縣元長鄉仁德國小